# Allokoenenia
Genre
Allokoenenia est un  genre de palpigrades de la famille des Eukoeneniidae.

## Distribution
Les espèces de ce genre se rencontrent au Brésil et en Guinée.

## Liste des espèces
Selon Palpigrades of the World (version 1.0) :
- Allokoenenia afra Silvestri, 1913

et décrites depuis :
- Allokoenenia canhembora Souza & Ferreira, 2022
- Allokoenenia stygia Souza & Ferreira, 2022

## Systématique et taxinomie
Ce genre a été décrit par Silvestri en 1913.

## Genres de la famille des Eukoeneniidae
Selon Palpigrades of the World (version 1.0) :
- Allokoenenia Silvestri, 1913
- Eukoenenia Börner, 1901
- Koeneniodes Silvestri, 1913
- Leptokoenenia Condé, 1965

Selon The World Spider Catalog (version 18.5, 2018) :
- †Electrokoenenia Engel & Huang, 2016

## Publication originale
- Silvestri, 1913 : « Novi generi e specie di Koeneniidae (Arachnida, Palpigradi). » Bollettino del Laboratorio di Zoologia Generale e Agraria della R. Scuola Superiore d'Agricoltura in Portici, vol. 7, p. 211-217 (texte intégral).